# 人工関節

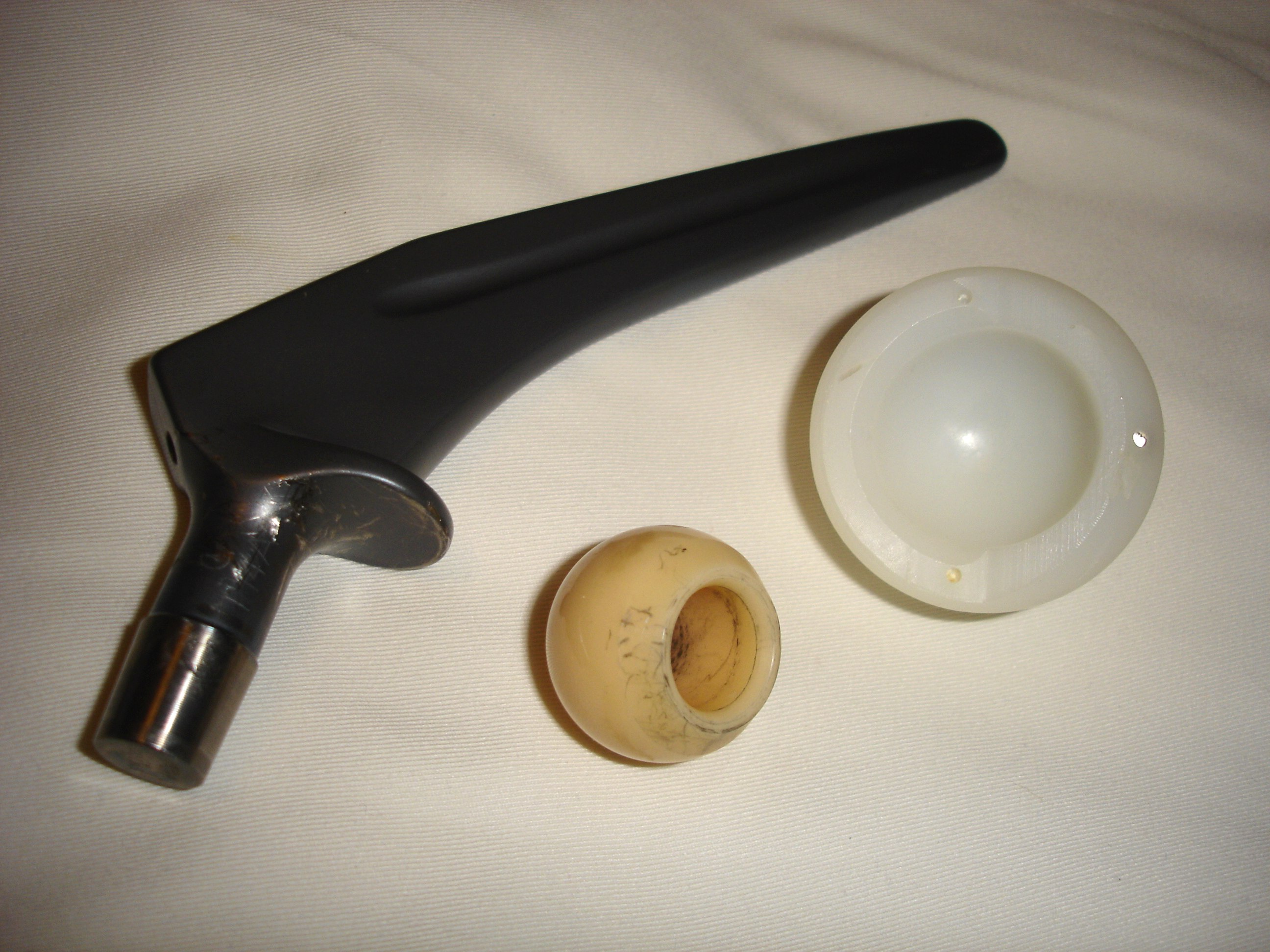
人工股関節（左からステム、ボール、ソケット）

人工関節（じんこうかんせつ）とは、高度に機能が障害された関節の再建のために人工材料を用いて置換したもの、およびその方法のこと。
1951年にMcKeeが金属同士による人工股関節を作った。その後、1961年に英国のチャンレーが現在の人工関節の基礎となる人工股関節を発明した。これは金属の人工骨頭とポリエチレンの人工臼蓋によるものであった。現在用いられている材料としてはチタン合金のほか、セラミックス、骨セメントなどがある。適用としては、股関節、膝関節、肩関節、足関節などである。
人工関節を用いる手術は、主に変形性膝関節症や大腿骨突発壊死症といった疾患に対して適応される。上記いずれの部位でも手術件数は年々増加しており、特に股関節や膝関節については年間10万件以上（2018年度）行われている。
膝と股関節の置換術を頻繁に行う医療センターと外科医は、膝と股関節の置換術にあまり慣れていない医療センターと外科医よりも関節置換術の成功率が高いことがよくある。アメリカ人はこれを常識として知っており、膝と股関節の置換手術を多く行う医療センターを選ぶ傾向がある。

## メーカー
- バイオメット
- 帝人ナカシマメディカル
- 京セラ
- ストライカー
- ジンマー
- スミス・アンド・ネフュー
- デピュー（ジョンソン・エンド・ジョンソン）